# スティーブ・ストリッカー
スティーブ・ストリッカー（Steve Stricker, 1967年2月23日 - ）は、アメリカ・ウィスコンシン州エジャートン出身の男子プロゴルファー。2001年のアクセンチュア・マッチプレー選手権優勝者で、これを含めてPGAツアー12勝を挙げている。2017年にはPGAツアー・チャンピオンズに参戦。2019年のリージョンズ・トラディションと全米シニアオープンを制している。起伏の多いゴルフ経歴を送ってきた選手だが、2009年9月8日付で世界ランキングを自己最高の2位に上げた。彼の夫人がゴルフバッグのキャディーを務め、ストリッカーは義父のコーチを受けている。
イリノイ州立大学を卒業後、1990年にプロ入りする。6年後の1996年、ストリッカーは5月末の「ケンパー・オープン」でツアー初優勝を果たし、7月上旬の「モトローラ・ウェスタン・オープン」でも優勝して、年間2勝を獲得した。この年は8月の「NECワールドシリーズ・オブ・ゴルフ」でも2位入賞があり、年間賞金ランキング30位以内の選手のみに出場資格が与えられるツアー年間最終戦「PGAツアー選手権」でも5位に入った。こうして彼は1996年度の年間賞金ランキングで4位に入り、1位トム・レーマン、2位フィル・ミケルソン、3位マーク・ブルックスに続く好位置につけた。しかし、翌1997年には10位以内（トップ10）の成績が1大会しかなく、7大会で予選落ちを喫した。
2001年1月7日、ストリッカーはオーストラリア・ビクトリア州南オークレーにある「メトロポリタン・クラブ」で開かれた世界ゴルフ選手権第1戦「アクセンチュア・マッチプレー選手権」決勝でピエール・フルケ（スウェーデン）を 2 アンド 1 で破り、5年ぶりのPGAツアー優勝を果たした。世界ゴルフ選手権シリーズは1999年に始まったばかりで、優勝賞金「100万ドル」は当時のゴルフツアーでは破格の高額賞金と言われた。この大会は年始に南半球のオーストラリアで開かれたため、出場資格者（世界ランキング64位以内）の辞退が多く、ストリッカーは世界ランキング「91位」の低位置から繰り上げ出場資格を得た。 この異常事態がきっかけで、アクセンチュア・マッチプレー選手権は2002年から、以前と同じ開催時期と場所（2月下旬、アメリカ・カリフォルニア州ラコスタ・リゾート・アンド・スパ）に戻った。
2005年、ストリッカーは賞金ランキング「162位」に落ち込み、125位以内の選手によるシード権を確保できなかったばかりか、クオリファイイング・スクール（シード権獲得のための資格試験）でも合格ラインに2打足りず、2006年度のPGAツアーシード権を失う屈辱を味わった。そのため、2006年度はツアーの出場試合数が限られたが、4月下旬の「シェル・ヒューストン・オープン」3位入賞で立ち直りを見せ、賞金ランキングを34位に戻し、当年度のPGAツアー「カムバック・プレーヤー・オブ・ザ・イヤー」に選出された。2007年、彼はゴルフ経歴で1996年以来の好調なシーズンを送り、8月下旬の「ザ・バークレイズ」で6年ぶりのツアー優勝を果たし、2大会で2位に入った。ザ・バークレイズは、2007年から始まった「フェデックスカップ」シリーズの「プレーオフ・フォー・ザ・フェデックスカップ」第1戦であり、ストリッカーはこの優勝で年間獲得賞金と世界ランキングのポイントを大幅に上げた。このシーズンに世界ランキングを5位まで上げた彼は、2年連続2度目のカムバック・プレーヤー・オブ・ザ・イヤーを受賞し、2008年1月6日付で3位に躍進した。2月のアクセンチュア・マッチプレーでは第3シードを得たが、3回戦でアンヘル・カブレラ（アルゼンチン）に敗れた。
2009年度はさらなる好調さを発揮し、ツアーで年間3勝を獲得する。9月のフェデックス・カップシリーズ第2戦「ドイツ銀行選手権」の優勝により、彼は世界ランキング2位に到達した。

## ツアー優勝歴
- 1996年：ケンパー・オープン、モトローラ・ウェスタン・オープン
- 2001年：アクセンチュア・マッチプレー選手権
- 2007年：ザ・バークレイズ
- 2009年：クラウンプラザ招待、ジョン・ディア・クラシック、ドイツ銀行選手権
- 2010年：ノーザン・トラスト・オープン、ジョン・ディア・クラシック
- 2011年：メモリアル・トーナメント、ジョン・ディア・クラシック
- 2012年：ヒュンダイ・トーナメント・オブ・チャンピオンズ

### PGAツアーチャンピオンズ
| Legend                                     |
| PGA Tour Champions major championships (4) |
| Other PGA Tour Champions (4)               |

| No. | Date         | Tournament                              | Winning score   | To par | Margin of victory | Runner(s)-up                           |
| --- | ------------ | --------------------------------------- | --------------- | ------ | ----------------- | -------------------------------------- |
| 1   | Mar 4, 2018  | Cologuard Classic                       | 66-70-69=205    | −14    | 2 strokes         | Scott Dunlap, Jerry Kelly, Gene Sauers |
| 2   | Mar 25, 2018 | Rapiscan Systems Classic                | 68-69-68=205    | −11    | 3 strokes         | Billy Andrade                          |
| 3   | Sep 23, 2018 | Sanford International                   | 63-67-67=197    | −13    | 4 strokes         | Tim Petrovic, Jerry Smith              |
| 4   | May 13, 2019 | リージョンズ・トラディション            | 68-64-70-68=270 | −18    | 6 strokes         | Billy Andrade, Paul Goydos, David Toms |
| 5   | Jun 30, 2019 | 全米シニアオープン                      | 62-64-66-69=261 | −19    | 6 strokes         | Jerry Kelly, David Toms                |
| 6   | Apr 19, 2021 | Chubb Classic                           | 66-67-67=200    | −16    | 1 stroke          | アレックス・チェイカ, Robert Karlsson  |
| 7   | Jun 27, 2021 | Bridgestone Senior Players Championship | 63-68-72-70=273 | −7     | 6 strokes         | ジェリー・ケリー                       |
| 8   | May 15, 2022 | リージョンズ・トラディション (2)        | 65-68-66-68=267 | −21    | 6 strokes         | Pádraig Harrington                     |